# Hartberg Umgebung
Hartberg Umgebung è un comune austriaco di 2 216 abitanti nel distretto di Hartberg-Fürstenfeld, in Stiria.